# Dacre Montgomery
Dacre Kayd Montgomery-Harvey (Perth, 1994. november 22. –) ausztrál színész. 
Legismertebb alakítása Billy Hargrove a Stranger Things című televíziós sorozatban. A 2017-es Power Rangers című filmben Jason Lee Scott / Piros Ranger szerepében tűnt fel. 

## Élete és pályafutása
A nyugat-ausztráliai Perthben született kanadai anyja, Judith Barrett-Lennard és új-zélandi apja, Scott Montgomery-Harvey fiaként. Van egy húga, Saskia. Szülei az ausztrál filmiparban dolgoztak. 
Kilencéves korában kezdett el szerepelni a filmvásznon és a színházban. A Mount Lawley Senior High Schoolban tanult. Amikor tizenkét éves volt, diáktársai az évkönyvben megszavazták, hogy ő "a legesélyesebb diák arra, hogy hollywoodi sztár legyen". 
2015-ben szerezte meg színészi diplomáját az Edith Cowan Egyetem WAAPA szakán.
2019. július 11-én adta ki saját podcastját "DKMH" címmel, amelyben saját versei hangzanak el.

## Filmográfia

### Film
| Év   | Magyar cím              | Eredeti cím               | Szerep                         | Magyar hang   |
| ---- | ----------------------- | ------------------------- | ------------------------------ | ------------- |
| 2011 |                         | Betrand the Terrible      | Fred                           |               |
| 2015 |                         | Godot's Clinic            | Barnabus Stottle               |               |
| 2016 | Better Watch Out        | Better Watch Out          | Jeremy                         | Czető Roland  |
| 2017 | Harmadnaposok 2.        | A Few Less Men            | Mike                           |               |
| 2017 | Power Rangers           | Power Rangers             | Jason Lee Scott / Piros Ranger | Czető Roland  |
| 2020 | A törött szívek múzeuma | The Broken Hearts Gallery | Nick Danielson                 | Czető Roland  |
| 2022 | Elvis                   | Elvis                     | Steve Binder                   | Böröndi Bence |

### Televízió
| Év        | Magyar cím      | Eredeti cím     | Szerep         | Megjegyzések                                                                     |
| --------- | --------------- | --------------- | -------------- | -------------------------------------------------------------------------------- |
| 2017–2022 | Stranger Things | Stranger Things | Billy Hargrove | - főszereplő (2–3. évad) - vendégszereplő (4. évad) - magyar hangja: Novkov Máté |

### Videóklipek
| Év   | Előadó              | Cím       | Szerep     |
| ---- | ------------------- | --------- | ---------- |
| 2015 | Make Them Suffer    | Old Souls | Robert     |
| 2017 | Angus & Julia Stone | Chateau   | főszereplő |

## Díjak és jelölések
| Év   | Díj                        | Kategória                                | Jelölt munka    | Eredmény | Forr. |
| ---- | -------------------------- | ---------------------------------------- | --------------- | -------- | ----- |
| 2017 | Teen Choice Awards         | Choice Sci-Fi filmszínész                | Power Rangers   | Jelölve  | [ 5 ] |
| 2018 | Screen Actors Guild Awards | Kiváló színészi alakítás drámasorozatban | Stranger Things | Jelölve  | [ 6 ] |
| 2018 | MTV Movie & TV Awards      | Jelenetlopó                              | Stranger Things | Jelölve  | [ 7 ] |
| 2020 | Screen Actors Guild Awards | Kiváló színészi alakítás drámasorozatban | Stranger Things | Jelölve  |       |

## Fordítás
- Ez a szócikk részben vagy egészben  a   Dacre Montgomery című angol Wikipédia-szócikk ezen változatának fordításán alapul.  Az eredeti cikk szerkesztőit annak laptörténete sorolja fel. Ez a jelzés csupán a megfogalmazás eredetét és a szerzői jogokat jelzi, nem szolgál a cikkben szereplő információk forrásmegjelöléseként.